# 信楽団
信楽団・信樂團（信樂團/信乐团 しんがくだん＝中国語ではしんゆえとゎん）は台湾のロックバンド。台湾avexの所属で2002年5月にデビュー。

## 経歴
デビュー以来、アジア随一とも言える信の力強いハイトーンボイスと、テクニカルなChiris のギターをはじめ、タイトなプログレハード系の演奏を聞かせるバックの4人の演奏で人気を博し、「天高地厚」、「海闊天空」、「假如」などの歌謡ロック系の曲でヒットを飛ばした。大陸では「離歌」と「死了都要愛」の2曲は知らない人はいないレベルの大ヒットとなっている。またキーボード Tomi の作品「無可救薬愛上你」「帯刺的蝴蝶」「Fallen Angel」「天亮以后説分手」やベースの暁華の作品「想你的夜」「不会消失的夜晩」などメンバー作品にも佳作が多く、それぞれのメンバーの人気も高い。
2005年に台湾で行われた中山サッカー場のスタジアムライブが2006年にDVDとCDで発売されているが、そこではCDでは十分に聴くことのできない、ドリームシアターの影響を感じさせるスケールの大きなライブ演奏が展開されている。また信はカバーアルバムの「Special thanks to—感謝自選輯」を発表した。
しかし、2006年に入り、ボーカルの信のソロ転向問題が発生し（残されたメンバーによるとマネジメントの強いプッシュだったと…）、2007年3月に信は独立した。
独立した信は2007年秋に脱退後のファーストアルバム「我就是我」を発表、従来同様力強いボーカルを披露、冬にはアリーナクラスの大陸ツアーを成功させた。ツアーでは ソロの曲、信楽団の曲を織り交ぜ、信楽団ツアー同様、娘の通称「小丸子＝ちびまるこ」も帯同、ステージでは一緒に「愛情三十六計」を披露している。またアンコールではガンズ・アンド・ローゼズのSweet Child o' Mineを熱唱し、自らのハードロックルーツを示している。
順調にキャリアを伸ばす信は2008年秋には2枚目のアルバムを発表。1作目にも増してアクセル並のハイトーンボーカルは健在で、大陸では2009年の春の発売に合わせてツアーを敢行、自動車のスコダが新車導入でスポンサーにつき、巨大なステージの端にクルマを配したセッティングでアリーナ級の会場を各地で満杯にした。今回は、前回ツアー以上に信楽団初期のヒット曲をセットリストに加え、会場の大きな合唱を得ていた。
一方、リードボーカルを失い、エイベックスの契約も失った4人は約1年の低迷の後、Wingman(大國翼星)にマネジメントを移して2008年2月には同じく台湾の人気バンド「動力火車(Power Station)」の二人と共作のシングル盤「不死心還在」を発表。2008年夏には北京に拠点を移し4人で活動を再開、信楽団時代も曲によってはリードを歌っていたMax と Tomiがボーカルを担当した。クラブサーキットで演奏をしながら、新ボーカリストのオーディションを開始。また、2008年冬に、その「動力火車」などとジョイントで大晦日にアリーナクラスの北京公演を実施した。
2009年春〜初夏にかけて引き続き全国を「新ボーカル募集ツアー」として、各地のオーディション希望者をステージに上げながらツアーという異色の試みを継続。2009年8月、昨年冬から第一候補と言われていた貴州省の少数民族系のボーカル(歌は大変パワフルで長身、イケメン、性格豪放)という若者に決定しそう、という内部情報あり。バンドメンバーによると、曲は書き進んでおり、10月下旬から練習を開始した。年内にシングル第一弾となる曲の演奏パートを完了させ、これまでも彼らのアルバムをプロデュースしてきた Keith Stuart がミックスダウン完了。
11月24日、第一候補という説が高かった劉文杰(ウェンジェ)に決定し、12月中旬、第一弾シングルの録音を完了した。バンドは大陸で数箇所ミニライブを展開後、大晦日に雲南電視の越年ロックライブで、ついに5人の新・信楽団として登場！　「離歌」「死了都要愛」などの難曲をきっちりこなす歌唱力を見せつけた。https://www.youtube.com/watch?v=QF8laBbsWs8　
そして、1月31日に杭州体育館で約3年ぶりの「火星帰来」と銘打った5人編成信楽団の復活コンサートが行われた。2時間半に及ぶステージで、22曲、新曲「原来」も披露。5月にはフルアルバムを出すべく現在録音も進行中。今回は外部作曲家は減らし、自分たちの曲で行く方針。プロデューサーはデビュー以来彼らのアルバムをプロデュースし曲も提供してきた(千年之恋ではオペラパートを歌ってもいる) Keith Stuart が担当する。杭州のコンサートの模様は以下のサイトで見ることができる。
ビデオ　https://www.youtube.com/user/ogrequeen?feature=mhw4#g/u
写真    https://www.flickr.com/photos/30387557@N07/sets/72157623335404364/
2010年4月、新生信楽団のシングル曲、ベースの Max のペンによる「原来」のMV発表。https://www.youtube.com/watch?v=-CLsmO3XpRI
一方、信は3枚目のアルバムを09年11月に発表しており、こちらも台湾、大陸で精力的にプロモ活動を展開中、大晦日は上海で越年ライブに参加している。
2010年は、両者ともにTV出演、各種音楽祭、イベント出演で活動を続けた。信楽団の方は2010年末で不満を感じていた大國翼星のマネジメントを離れ、北京達意美施国際文化伝媒という新興の会社と契約した。
【2011年】
信樂團は、スタジオ盤アルバムとしては実に7年ぶりの、待望の新アルバムが10月16日ついに発表。タイトルは「就是唯一」11曲、作曲は全曲がメンバーによるもの。バラードも多いが「長生咒」などメロディックメタルな展開の傑作も！　ただ、まだ大陸での発売のみで、まだ日本の通販サイトでも見かけることがない…　新アルバムの曲をフィーチュアした初の単独公演を10月8日、上海のMAO Livehouse で行った。10月28日には北京の工人体育館という大会場に場所を移し、復活大コンサートが予定されている。まだ単独ツアーの日程は未定。
一方、ソロの信は小規模ながらLA、南米、欧州などの海外市場にもツアーを行い、精力的に活動を続ける傍ら、全曲自身の作詞作曲によるニューアルバム「黎明之前」を9月に発表。一方こちらは台湾、香港盤だけの発売であったが、10月18日北京で大陸盤発表会の予定。奇遇にも両者が10月の北京でニアミスすることになる…　
【2012年】
ソロの信は4月に台北の小巨蛋アリーナでソロコンサートを敢行、アルバム「我記得」を発売し、デュエット曲を一緒に歌うA-Lin のシドニーコンサートの客演、精力的に活動を続けた。またAvexのイベントで渋谷AXでのライヴで来日し数曲を披露した。バンドの信樂團はソロでの大きなツアーには踏み出せず、何組かの歌手やバンドが一緒のフェス形式のコンサートやライヴハウスでの公演を主体に活動を続けた。
【2013年】
信は映画「愛情不NG」というコメディに主演、芸域を広げる。日本のブルックスコーヒーの台湾進出のTVコマーシャルに出演。日本でも日本版が放映された。バンド信樂團は5月にボーカルの文杰(ウェンジエ)が大陸の湖南衛視TV局の「中国最強音」というTV番組に出演、高評価で話題を得た。また9月に台北の河岸留言というライヴハウスで5年ぶりに台湾でライヴ、「就是唯一」の台湾盤も発売となり、往年のファンを集めた。
【2014年】
信は7月にマネジメントがAvex から S.H.Eなどを擁する華研に移籍。「上流俗女」というTVドラマに出て、挿入荷「愛情的滋味」を発表。引き続き各種コンサートに出演するほか、台湾ではライヴハウスツアー実施。バンドの信は昨年に似た企画で、安徽電視台の「我為歌狂」に出演、着実に知名度を上げつつ、バンドとしては広東省佛山、黒竜江省ハルビンなどで大規模な単独コンサートにこぎつけた。
【2015年】
信は2015年新曲として、TVドラマ「鋼鐵之心」主題歌「傻瓜的冒險＝愚か者の冒険」を発表。一方信樂團は小規模ながら3月21日に初の東京ライヴを行う他、3月〜4月にかけて高雄・台中・台北の3か所でライヴハウスツアーを行う。
信樂團東京ライヴ情報：ライヴハウス「月見ル君想フ」の信樂團公演ページ　→ 
＜15年1月5日＞

## 団員
- 蘇見信（信）：ボーカル → 07年3月脱退　→　　*劉文杰（Jason Lau) 09年11月加入
- 黄邁可（Michael）：ドラム
- 孫志群（Chris）：ギター
- 劉暁華（曉華、Max）：ベース
- 傅超華（Tomi）：キーボード

## アルバム
- 信楽団：2002年5月
- 天高地厚：2003年4月
- 海闊天空：2004年2月
- 挑信（新歌＋精選）：2004年12月
- One Night@火星Live Concert ：2006年5月
- 就是唯一：2011年10月

## 4人信楽団シングル
- 不死心還在：2008年2月 動力火車と合作

## 信ソロ
- S pecial thanks to—感謝自選輯 ：2005年11月
- 我就是我：2007年9月
- 集楽星球：2008年10月
- 趁我：2009年11月
- 黎明之前：2011年9月
- 我記得：2012年9月